# ISO 10993
Die Norm ISO 10993 ist eine ISO-Normenreihe zur biologischen Beurteilung von Medizinprodukten. Die Norm ist vor allem relevant für Hersteller von Medizinprodukten und für Prüflaboratorien. Ziel der Norm ist es, die biologische Beurteilung hinsichtlich der Verträglichkeit der eingesetzten Materialien mit dem Körper zu bewerten. Es werden damit nicht nur Produkte, sondern auch Ausgangsstoffe zur Herstellung von Medizinprodukten untersucht. Die Normenreihe beschränkt sich dabei nicht nur auf implantierbare Medizinprodukte, sondern betrifft eine große Anzahl von Medizinprodukten. Außer der biologischen Prüfung beinhaltet die Norm zusätzlich physikalisch-chemische Prüfungen und Analysen von gelösten Stoffen und Substanzen und schreibt das Einhalten von Grenzwerten bei herauslösbaren Substanzen vor.
ISO 10993 ist in Deutschland als DIN-Norm DIN EN ISO 10993 veröffentlicht.
DIN EN ISO 7405:2019-03, Beurteilung der Biokompatibilität von in der Zahnheilkunde verwendeten Medizinprodukten, betrachtet den Spezialfall der Biokompatibilitätsprüfung von in der Zahnmedizin verwendeten Produkten, wie zum Beispiel Dentalzementen. Es existieren weitere produktspezifische Normen, so auch für gasführende Produkte (ISO 18562 Reihe) oder Intraokularlinsen (IOLs, ISO 11979 Reihe).

## Liste der Teilstandards
Die ISO 10993 besteht aus über 20 Teilen:
- ISO 10993-1 Beurteilung und Prüfung im Rahmen eines Risikomanagementverfahrens
- ISO 10993-2 Tierschutzbestimmungen
- ISO 10993-3 Prüfungen auf Gentoxizität, Karzinogenität und Reproduktionstoxizität
- ISO 10993-4 Auswahl von Prüfungen zur Wechselwirkung mit Blut
- ISO 10993-5 Prüfungen auf In-vitro-Zytotoxizität
- ISO 10993-6 Prüfungen auf lokale Effekte nach Implantationen
- ISO 10993-7 Ethylenoxid-Sterilisationsrückstände
- ISO 10993-8 Auswahl und Eignung von Referenzmaterialien für biologische Prüfungen
- ISO 10993-9 Rahmen zur Identifizierung und Quantifizierung von möglichen Abbauprodukten
- ISO 10993-10 Prüfungen auf Irritation und Hautsensibilisierung
- ISO 10993-11 Prüfungen auf systemische Toxizität
- ISO 10993-12 Probenvorbereitung und Referenzmaterialien
- ISO 10993-13 Qualitativer und quantitativer Nachweis von Abbauprodukten in Medizinprodukten aus Polymeren
- ISO 10993-14 Qualitativer und quantitativer Nachweis von keramischen Abbauprodukten
- ISO 10993-15 Qualitativer und quantitativer Nachweis von Abbauprodukten aus Metallen und Legierungen
- ISO 10993-16 Entwurf und Auslegung toxikokinetischer Untersuchungen hinsichtlich Abbauprodukten und herauslösbaren Bestandteilen
- ISO 10993-17 Nachweis zulässiger Grenzwerte für herauslösbare Bestandteile
- ISO 10993-18 Chemische Charakterisierung von Werkstoffen
- ISO 10993-19 Physikalisch/chemische, mechanische und morphologische Charakterisierung
- ISO 10993-20 Prinzipien und Verfahren für die Immuntoxikologische Prüfung von Medizinprodukten
- ISO 10993-22 Leitfaden für Nanomaterialien
- ISO 10993-23 Prüfungen auf Irritation